# Under Lock and Key
Under Lock and Key ist das im November 1985 erschienene dritte Studioalbum der US-amerikanischen Hard-Rock-Band Dokken. Es war nach Tooth and Nail bereits die zweite Veröffentlichung der Gruppe, die sowohl mit einer Goldenen Schallplatte als auch mit Platin ausgezeichnet wurde.

## Hintergrund
Dokken hatten bereits mit ihrem in Köln produzierten Debütalbum, dem 1982 erschienenen Breaking the Chains, auf sich aufmerksam machen können, auch wenn der Gruppe die Album-Charts noch verwehrt blieben. Mit dem von Tom Werman produzierten zweiten Album Tooth and Nail gelang zwar kein Einstieg in die Album-Charts, aber die Single Alone Again schaffte es im Juli 1985 bis auf Platz 66 der Billboard Hot 100 und konnte sich 11 Wochen in der Hitliste halten. Das Album verkaufte sich aber so gut, dass es mit einer Platinschallplatte für insgesamt mehr als 1 Mio. verkaufte Alben ausgezeichnet wurde.
Um diesen Standard zu halten, verpflichtete die Band wieder den Musikproduzenten Michael Wagener, den Sänger Don Dokken schon seit seinem Aufenthalt in Deutschland kannte, und der für die Produktion des Debütalbums sowie die Tonmischung von Tooth and Nail verantwortlich gewesen war.
Mit ihm begab sich die Gruppe ins Studio, doch die Aufgabe des Produzenten ging über das normale Maß seines Auftrags hinaus. Wagener bezeichnete es später als seine Hauptaufgabe, die zerstrittenen Musiker Don Dokken (Gesang) und George Lynch (Gitarre) zu trennen, um eine vernünftige Studioarbeit sicherzustellen:

„Es gab extreme Momente, wo wir die beiden zwanzig Meilen auseinanderhalten mussten. Wir haben daher in zwei verschiedenen Studios gearbeitet. Ich finde jedoch, dass ihr schwieriges Verhältnis für die Musik gut war. Auch negative Spannungen können Positives bewirken.“

Die Aufnahmen fanden in den Amigo Studios (Hollywood) und den All Access Studios in Redondo Beach statt; die Tonmischung übernahmen Neil Kernon, Michael Wagener und die Ton-Assistenten Mark Wilczak, Cliff Bonell und Michael Lardie. Das Album wurde am 22. November 1985 veröffentlicht.

## Titelliste
alle Titel geschrieben von Dokken
1. Unchain the Night 5:19
2. The Hunter 4:07
3. In My Dreams 4:20
4. Slippin' Away 3:48
5. Lightnin' Strikes Again 3:48
6. It’s Not Love 5:01
7. Jaded Heart 4:14
8. Don’t Lie to Me 3:37
9. Will the Sun Rise? 4:10
10. Till the Livin’ End 4:00

## Rezeption
Der Rezensent Eduardo Rivadavia von Allmusic meinte zu diesem Album, es sei die Platte, die für Dokken den kommerziellen Durchbruch in ihrer Heimat Amerika gebracht habe. Trotzdem sei „Under Lock and Key kaum als Monster-Hit zu bezeichnen“, es habe seinen Erfolg „einer Reihe erfolgreicher, aber kaum explosiver Singles zu verdanken“. Doch auch, wenn man alles weglasse, das dem Album geholfen habe, bleibe am Ende „wahrscheinlich das kompletteste Dokken-Album übrig“, das jedem Fan etwas zu bieten habe. Das Wichtigste sei, dass „Under Lock and Key“ „zwei der fast unvergleichlichen Beispiele für die Songwriting-Qualitäten der Band biete, nämlich ‚Unchain The Night‘ und ‚The Hunter‘, die beide zusätzlich fantastische Soli des Gitarrenzauberers George Lynch“ böten. Rivadavia kommt zu dem Schluss, dass „diese zwei Titel die beste Einführung in Dokkens Sound“ seien, und das, „obwohl Heavy-Metal-Puristen dazu tendierten, ‚Tooth and Nail‘ für seine Kombination aus Aggression und Konsistenz zu bevorzugen.“
Daniel Böhm schrieb, das Album sei „ein Prachtstück des niveauvollen US-Hardrock“, das „vom ersten bis zum letzten Ton“ demonstriere, wie „verschwindend wenig Dokken musikalisch mit der grassierenden Glam-Welle aus L.A. zu tun“ gehabt hätten. Keine zweite LP der Truppe klinge „so klar, wuchtig und abgebrüht wie diese.“

## Auszeichnungen für Musikverkäufe
Die Recording Industry Association of America (RIAA) zeichnete das Album am 4. März 1986 mit einer Goldenen Schallplatte für 500.000 verkaufte Einheiten aus; am 14. April 1987 erhielt das Album die Platinauszeichnung für eine Million verkaufte Tonträger.
| Land/Region               | Auszeichnungen für Musikverkäufe (Land/Region, Auszeichnung, Verkäufe) | Verkäufe  |
| ------------------------- | ---------------------------------------------------------------------- | --------- |
| Vereinigte Staaten (RIAA) | Platin                                                                 | 1.000.000 |
| Insgesamt                 | 1× Platin ·                                                            | 1.000.000 |